# Henryk I (palatyn Lotaryngii)
Henryk I (zm. w 1061? w opactwie Echternach) – palatyn Lotaryngii od 1045 z dynastii Ezzonidów.

## Życiorys
Henryk był synem Hezelina, syna palatyna lotaryńskiego Hermana I. Matka Henryka, nieznanego imienia, była prawdopodobnie córką księcia Karyntii Konrada I. Gdy w 1045 jego kuzyn Otto I otrzymał od króla Henryka III Salickiego tytuł księcia Szwabii, zwolniony przezeń palatynat lotaryński otrzymał Henryk. W tym samym roku miał on być rozważany jako kandydat do korony królewskiej na wypadek śmierci ciężko chorego wówczas Henryka III.
W 1056 rozpoczął się konflikt Henryka z arcybiskupem Kolonii Annonem II o dobra po zmarłym kuzynie Henryka, a poprzedniku Annona na stanowisku arcybiskupa, Hermanie II. Henryk utracił m.in. ważny zamek Siegburg, gdzie Anno założył wkrótce klasztor. Po porażce Henryk wstąpił do klasztoru Gorze, rychło jednak z niego powrócił i na powrót rozpoczął zmagania z Annonem; obległ nawet Kolonię. Jednak w 1060 w ataku szału zabił swoją żonę odrąbując jej głowę toporem; po tym uczynku został zmuszony do wstąpienia do klasztoru Echternach, gdzie zmarł. 

## Rodzina
Żoną Henryka była Matylda (zamordowana przez męża w 1060), córka księcia Dolnej Lotaryngii Gozelona II. Ich synem prawdopodobnie był kolejny palatyn lotaryński, Herman II.